# Дубляни-2
Дубля́ни-2 — пасажирський залізничний зупинний пункт Львівської дирекції Львівської залізниці.
Розташований неподалік від східної околиці смт Дубляни, Самбірський район Львівської області на лінії Стрий — Самбір між станціями Дрогобич (26 км) та Дубляни (3 км).
Станом на травень 2019 року щодня чотири пари електропотягів прямують за напрямком Самбір — Стрий.